# Chandrakona
Chandrakona är en ort i Indien.   Den ligger i distriktet Paschim Medinipur och delstaten Västbengalen, i den östra delen av landet, 1 200 km sydost om huvudstaden New Delhi. Chandrakona ligger 39 meter över havet och antalet invånare är 21 855.
Terrängen runt Chandrakona är platt. Runt Chandrakona är det tätbefolkat, med 849 invånare per kvadratkilometer. Chandrakona är det största samhället i trakten. Trakten runt Chandrakona består till största delen av jordbruksmark.